# 官職要解
官職要解（かんしょくようかい）は1902年に、和田英松が刊行した日本の前近代の官職の沿革について述べた本である。
和田は日本の国史・国文学を学ぶ上で官職制度の変遷とその内容を知る必要があるにもかかわらず、適切な解説書が無い事から、1900年以来『国語漢文講義録』誌上で連載していた「官職講義」を増補・修正する形で1902年9月に明治書院から刊行された。
その後、和田は1911年に唐名索引を加えた増版を出し、更なる改訂を考えていたが、関東大震災によって多くの史料と改訂の原稿を焼失し断念、1925年に最低限の改訂・増補を行った修訂版を刊行した。
和田の没後1983年に所功校訂で、現代文表記に改め補注により一部訂正し文庫刊行された。
和田は『令義解』や『官職秘抄』『職原鈔』『百寮訓要抄』『官制沿革略史』などの先行する法制・有職書をはじめ、六国史以下の歴史書、『源氏物語』『栄花物語』『平家物語』などの物語文学、和歌集や公家日記などを参考にして執筆しており、本文は簡便なるも引用史料は豊富で、現在もなお用いられている。また、記述の中心は律令官制をはじめとする平安時代の官制であるが、古代の官制や武家や神職・僧侶の官制についても解説されている。